# Războiul de gherilă în statele baltice
Războiul de gherilă din statele baltice a fost o luptă armată care a fost purtată de partizanii  letoni, lituanieni și estoni  numiți Frații pădurii (de asemenea: „frăția pădurii „ sau „călugării pădurii”, estonă metsavennad, letonă mežabrāļi, lituaniană žaliukai) împotriva  Uniunea Sovietică în timpul  invaziei și mai apoi ocupației sovietice în cele trei state baltice, atât în timpul, cât și după încheierea celui de-al Doilea Război Mondial.  Mișcări de rezistență antisovietice similare au luptat împotriva dominației străine și în alte țări din Europa Răsăriteană – Polonia, România sau Ucraina apuseană. 
Uniunea Sovietică a trecut în 1940 – 1941 la ocupația militară a celor trei state baltice independente și, după o perioadă ocupației naziste, din 1945 până la proclamarea independenței lor. În special în perioada de până la moartea lui Stalin, represiunile sovietice au făcut ca aproximativ 170.000 de cetățeni ai statelor baltice să caute să se ascundă de autorități, de multe ori folosind drept ascunzătoare și bază a rezitenței antisovietice regiunile împădurite din zonele rurale. 
Unitățile de rezistență au variat din punct de vedere al efectivelor și compoziției, de la luptători solitari de guerilă, până la grupuri mari, bine organizate, capabile să se angajeze în încleștări cu forțe sovietice semnificative.

## Cadru general

### Originea termenului
Termenul frații/frăția pădurii a fost folosit pentru pima oară în regiunea baltică în perioada tulbure a revoluției din 1905. Diferite surse amintesc de „frățiile pădurii” din această regiune, care erau ori țărani răsculați,  ori învățători cautând loc de refugiu în păduri.
Termenul „fații pădurii” a fost folosit și cunoscut în principal în Estonia și Letonia ocupate. În Lituania, partizanii au fost numiți inițial  „verzii” (lituaniană žaliukai), „oamenii pădurii” (lituaniană miškiniai) sau simplu „partizani” (lituaniană partizanai).

### Între ciocan și nicovală
Estonia, Letonia și Lituania și-au cucerit independența în 1918, după prăbușirea Imperiului Rus. Ideile naționaliste și ale autodeterminării au devenit foarte populare în regiune, ca și de altfel în alte părți ale globului. Declarațiile politice ale Aliaților, așa cum a fost Carta Atlanticului, au dat speranțe mari celor trei popoare baltice în ceea ce privește restabilirea independenței lor. Cum balticii avuseseră parte de ocupația nazistă și sovietică, mulți dintre cetățenii regiunii s-au arătat dornici să se opună cu arma în mână la încercarea de reinstaurare a dominației sovietice. 
În 1944, autoritățile naziste au creat o „Forță teritorială de apărare lituaniană” sub comanda generalului Povilas Plechavičius, care să lupte împotriva partizanilor sovietici din regiunea baltica conduși de Antanas Sniečkus. Ar mai trebui spus că, spre deosebire de situația din Letonia și Estonia, autoritățile naziste nu au dorit să înființeze unități Waffen-SS lituaniene. La un moment dat, autoritățile naziste au considerat „Forță teritorială de apărare lituaniană” o amenințare naționalistă. Principalii ofițeri ai acestei forțe au fost arestați la 15 mai 1944. Generalul Plechavičius a fost deportat în lagărul de concentrare de la Salaspils, Letonia. Aproximativ o jumate din soldații acestei forțe au reușit să scape de sub controlul german și au format unități de guerilă care s-au ascuns în zona rurală, pregătindu-se pentru lupta cu Armata Roșie care înainta pe frontul de răsărti.
Unitățile de guerilă din Estonia și Letonia au fost format din numeroși soldați care au profitat de ordinul lui Hitler, care atunci când a hotărât retragerea completă din țările baltice în septembrie 1944, a permis oricărui soldat originar din regiune, în principal celor din Divizia a 20-a Waffen-SS (Divizia I estonă), care doreau să lupte pentru apărarea patriei lor, să rămână pe loc și să hărțuiască forțele sovietice. Numeroși estoni și letoni au reușit să scape din încercuirile unităților sovietice și, împreună cu câțiva germani din Grupul de armate Curlanda, au trecut în clandestinitate și au format ceea ce a fost numită „frătia pădurii”. 
Dacă soldații ai unităților Waffen-SS au fost judecați și condamnați pentru crime de război și au fost declarați membri ai unei organizații criminale, Tribunalul de la Nüremberg a exclus explicit din această categorie pe soldații de rând înrolați fără voia lor.
În 1949-1950, Comisia Statelor Unite pentru Persoane Strămutate a investigat cazul diviziilor estone și letone și, pe 1 septembrie 1950, a adoptat o poziție oficială conform căreia unitățile baltice Waffen SS trebuie să fie considerate ca separate și distincte în scop, ideologie, activități și competențe de apartenența la SS-ul german, și de aceea comisia îi considera că ne fiind o mișcare ostila guvernului Statelor Unite, conform Secțiunii 13 a Legii persoanelor strămutate.
Guvernul leton a demonstrat că Legiunea letonă (compusă în primul rând din diviziile a 15-a și a 19-a Waffen SS ) nu a fost o organizație criminală sau colaboraținistă.  Mart Laar (Prim-ministrul Estoniei, 1992-1994 și 1999-2002), în cartea sa din 1992 War in the Woods: Estonia's Struggle for Survival, 1944-1956 a respins propaganda sovietică conform căreia rezistența baltică a fost organizată de marii proprietari de pământ și de oficialii baltici și a susținut că „frații pădurii” aveau în rândurile lor atât persoane cu puternice convingeri antinaziste cât și foști partizani sovietici. Cu toate aceste, pentru unii dintre membrii „frăției” au avut legături cu regimul nazist care au rămas puternic controversate. 
Rândurile „frățiilor” s-au îmbogățit cu cei care au încercat să scape de recrutările în Armata Roșie. În regiunea baltică, după război, în unele raioane aproape 50% dintre tinerii care aveau vârsta recrutării nu s-au prezentat la unitățile desemnate. Presiunile exercitate de autoritățile sovietice asupra familiilor dezertorilor au făcut ca numărul celor care se refugiau în păduri să crească continuu . Numeroși soldați deja aflați sub arme au dezertat, luând cu ei armele din dotare. 

## Războiul partizanilor
De la sfârșitul deceniului al cincelea și începutul celui de-al șaselea, „frățiile pădurii” au fost sprijinite cu ofițeri de legătură și provizii de serviciile MI6 britanic, CIA american și SIS suedez. Acest sprijin a avut un rol important în supraviețuirea rezistenței baltice. După eșecul Operațiunii Jungla concepută de MI6, compromisă de trădarea unor spioni britanici (Kim Philby și alții asemeni lui), KGB-ul a reișit să elimine numeroase guerile baltice și să le taie contactele cu serviciile secrete occidentale. 
Luptele dintre forțele sovietice și „frățiile pădurii” au durat peste zece ani și a dus la moartea a peste 50.000 de oameni. Estimările cu privire la efectivele luptătorilor antisovietici din fiecare țară variază funcție de sursă. Misiunas și Rein Taagepera estimează un număr de 10.000 – 15.000 de luptători în Letonia și aproximativ 170.000 pentru toate țările baltice. 

### Estonia
August Sabbe, ultimul „frate al pădurii” din Estonia a fost descoperit și ucis de agenții KGB în 1978.

### Letonia
În Letonia, pregătirile  pentru operațiunile de luptă ale partizanilor a început încă din timpul ocupației germane, dar liderii mișcării naționaliste au fost arestați de autoritățile naziste. Alte unități de partizani, care au rezistat mai mult în timp, au fost formate în ultimele luni de război, în rândurile lor fiind admiși în special soldați ai Legiunii Letonă care se mai aflau încă pe teritoriul naționale, dar lor li s-au alăturat și numeroși civili.
În Letonia, numărul combatanților activi, care luptau cu arma în mână,  a atins un vârf de 10.000 – 15.000 de luptători, în vreme ce numărul total al celor care se opuneau regimului sovietic a fost de până la 40.000. (Există alți autori care dau alte cifre pentru anii 1945 - 1955 de până la 12.000 organizați în 700 de subunități, dar cercetătorii nu au ajuns încă la o concluzie finală) În timp, partizanii au înlocuit armamentul de fabricație germană cu cel de origine sovietică. Comandamentul central leton a avut un sediu secret pe stada Matīsa Street din Riga până în 1947. În timpul celor aproximativ 3.000 de raiduri efectuate, partizanii au produs victime printre militarii sovietici, cadrele partidului, (în special în zonele rurale) și au produs distrugeri clădirilor oficiale și depozitelor armatei. Autoritățile sovietice au raportat moartea a 1.562 militari ai Armatei Roșii și rănirea a altor 560 în timpul întregii perioade de existență a mișcării de rezistență.
„Frații pădurii letoni” au fost mult mai activi în regiunile de frontieră. Regiunile în care activitatea lor a fost mai importantă au fost Dundaga, Taurkalne, Lubāna, Aloja și Līvāni. În regiunile estice ale țării, ei aveau legături cu partizanii estoni, iar în cele vestice cu cei lituanieni. La fel ca și în Estonia și Lituania, mișcarea de rezistență letonă a fost inflitrată cu agenți NKVD și mai apoi distrusă. Sprijinul occidental a fost definitiv compromis de contraspionajul sovietic și de agenții dubli letoni precum Augusts Bergmanis și Vidvuds Sveics. În plus, sovieticii și-au consolidat treptat controlul în regiunile urbane, în timp ce în regiunile rurale sprijinul pentru partizani a scăzut în timp, iar noi unități ale armatei și secutității au fost trimise pentru înfrângerea guerilelor. Ultimul grup care a părăsit ascunzătorile din pădure și s-a predat autorităților sovietice a încetat lupta în 1957.

### Lituania
Dintre cele trei țări baltice, rezistența lituaniană a fost cel mai bine organizată, iar unitățile de guerilă au putut să mențină controlul asupra regiunilor rurale până în 1949. Parizanii erau înarmați cu tunuri cehoslovace Škoda, mitraliere grele rusești  Maxim1910, diferite tipuri de mortiere și  puști și pistoale mitraliere, de producție germană sau sovietică.În momentele în care nu erau implicați în lupte directe cu unitățile Armatei Roșii sau ale NKVD-ului, paritizannii lituanieni au acționat pentru întârzierea consolidării puterii sovietice prin ambuscade, sabotaje, asasinarea activiștilor comuniști, eliberearea partizanilor prizonieri și tipărirea de literatură clandestină. Partizanii lituanieni capturați au fost de multe ori torturați sau executați fără judecată, iar rudele lor au fost deportate în Gulag. Represaliile împotriva fermierilor care colaborau cu partizanii erau dure. Unitățile NKVD, numite „Plutoanele de apărare ale poporului”, (numite de lituanieni  ca stribai, din rusescul: изстребители –distrugătorii) au folosit tactici de șoc pentru descurajarea rezistenței, așa cum a fost expunerea în milocul satelor a cadavrelor parizanilor executați.

Pranas Končius (nume de cod Adomas), a fost ultimul partizan antisovietic ucis în luptă de forțel sovietice pe 6 iulie 1965. (Există autori care afirmă că el s-ar fi sinucis o săptămână mai târziu, pentru a nu cădea prizonier). În anul 2.000, Pranas Končius  a fost decorat post mortem cu Crucea lui Vytis. 
Benediktas Mikulis, unul dintre ultimii partizani despre care se știe că au rămas să lupte în pădure, a părăsit adăpostul în 1971și a fost arestat de autoritățile sovietice la scurtă vreme după aceea. A fost arestat și a petrecut mai mulți ani în închisoare.

### Scăderea intensității rezistenței armate
La începutul deceniului al șaselea, autoritățile sovietiece reușiseră să obțină succese importante în lupta cu „frățiile pădurii”. Informațiile pe care le obținuseră spionii sovietici din vest i-au permis KGB-ululi șă-și infiltreze oamenii în rândurile mișcării de rezistență. Acțiunile militare violente au eliminat o bună parte a luptătorilor antisovietici din regiunea baltică. 
Mulți dintre „frații pădurii” care au supraviețuit luptelor, au depus armele atunci când, după moartea lui Stalin din 1953, autoritățile sovietice au oferit o amnistie tuturor celor care capitulau. În păduri a rămas un număr redus de guerile antisovietice, care au supraviețuit luptelor, nu au fost capturați și nu s-au predat. Prezența lor a fost semanlată chiar și în deceniul al nouălea, în anii în care deja în statele baltice renăștea mișcarea națională pentru redobândirea prin mijloace pașnice a independenței. Cele trei republici baltice și-au recucerit independența în 1991. 
Vedeți și: Sąjūdis și Lanțul baltic

## Urmări. Monumente și comemorări.
O motivație puternică pentru continuarea luptei „fraților pădurii” a fost speranța că neînțelegerile războiului rece dintre occident, (care nu a recunoscut niciodată oficial încorporarea statelor baltice în URSS), și Uniunea Sovietică ar fi putut degenera într-un conflict armat în urma căruia cele trei repubici ar fi putut fi eliberate. Această speranța s-a dovedit una falsă, iar numeroși supraviețuitori dintre cei care au luptat împotriva sovieticilor i-au învinovățit pe occidentali de trădare. 
Vedeți și: Conferința de la Ialta și Trădarea occidentală
Conflictul nu a avut parte de o documentare serioasă în Uniunea Sovietică, („frații pădurii” fiind considerați doar „bandiți și tâlhari”). Din acest motiv, o serie de istorici consideră conflictul sovieto-baltic doar unul dintre numeroasele „războaie uitate”. Orice cercetare științifică a fenomenului a fost interzisă în perioada sovietică. Articolele emigrației baltice care abordau subiectul erau respinse de sovietici ca „agitație naționalistă”. Cercetările lui Mart Laar începute la sfârșitul deceniului al nouălea sunt considerate primele abordări sistematice și științifice ale fenomenului „fraților pădurii”, fiind deschizătoare de drumuri în acest domeniu.
În 1999, parlamentul lituanian – Seimas – a adopata în mod oficial declarația de independență care fusese făcută pe 16 februarie 1949 (la a 31-a aniversare proclamației de independență din 1918) de elementele unificate ale rezistenței antisovietice. 
„Frații pădurii” letoni și lituanieni care au supraviețuit până la proclamarea independenței au primit mici pensii din partea statului. În Lituania, a treia duminică din mai este sărbătoarea „Zilei partizanilor”. În anul 2005 mai trăiau cam 350 de veterani lituanieni ai „frăției pădurii”.
În anul 2001, senatorul SUA John McCain a adus un omagiu public la Tallinn „fraților pădurii” estoni care au luptatu pentru eliberarea patriei lor.
Cazul fraților Ülo și Aivar Voitka, care s-au ascuns de autoritățile sovietice în pădurile Estoniei din 1986 până în 2000, a fost puternic mediatizat, despre ei spunându-se că sunt „frații moderni ai pădurii”.